# Elektra (película)
Elektra es una película estadounidense-canadiense de superhéroes del 2005 basada en el personaje de Marvel Comics Elektra Natchios y dirigida por Rob Bowman. Es un spin-off de la película Daredevil de 2003, está protagonizada por Jennifer Garner, Goran Višnjić, Will Yun Lee, Kirsten Prout, Cary-Hiroyuki Tagawa y Terence Stamp. La historia es sobre Elektra, una asesina que debe proteger a un hombre y su hija prodigio de otro asesino que fue contratado por La Mano.
Para el guion, Zak Penn, Stuart Zicherman y Raven Metzner recibieron el crédito en el apartado "escrito por". Mark Steven Johnson recibió crédito por "personajes de película" y Frank Miller por "personajes de cómic". El rodaje comenzó alrededor de mayo de 2004 en Vancouver. Después fue estrenada el 14 de enero de 2005. Garner repitió su papel de Elektra en la película de 2024 Deadpool & Wolverine.

## Sinopsis
Torturada por su pasado y bajo el encanto de su misteriosa muerte, Elektra (Jennifer Garner) encuentra su propia resurrección. Aunque su sensei la entrenó en las disciplinas de kimagure y ninjutsu, no puede domar su brutal furia por el asesinato de sus padres. La necesidad de Elektra de vengar este crimen la fuerza al exilio. Se convierte en una asesina -la mejor del negocio. Pero para una mujer como Elektra matar no es la manera de vivir.
Para salvarse, Elektra necesita más que una razón para matar... una razón para vivir. Ella la encuentra en su último objetivo, Abby, una rebelde chica de 13 años en el que Elektra ve mucho de ella misma, y en el padre de Abby, Mark (Goran Visnjic). En su desesperada lucha por salvarles, Elektra encuentra algo que no sabía que existía: la redención.
En su camino, Elektra se encuentra con un ejército de agresores con poderes mortales sobrenaturales, con tatuajes de aspecto asesino con vida propia y con un demonio que propaga enfermedades, conocido como Tifón Mary. Sus únicos aliados son su compañero de combate, su sai de confianza y, sobre todo, un místico poder conocido como «kimagure»: la habilidad de predecir los acontecimientos antes de que ocurran.

## Argumento
Después de ser asesinada en Daredevil, Elektra Natchios (Jennifer Garner) es revivida por el maestro de las artes místicas Stick, quien le enseña el antiguo arte del Kimagure, el cual proporciona a sus practicantes la precognición y la capacidad de revivir a los muertos. Elektra es expulsada del complejo de entrenamiento debido a su incapacidad de dejar su miedo y rabia al ver al asesino de su madre, tras lo cual ella usa su entrenamiento para convertirse en una asesina a sueldo.
Años más tarde McCabe, el agente de Elektra, recibe una oferta inusualmente grande de un cliente anónimo que desea contratar a Elektra con una estipulación: debe pasar unos días en una casa alquilada en una isla donde se llevará a cabo el asesinato antes de revelar los nombres de sus objetivos. Durante la espera, Elektra conoce y se hace amiga de una niña llamada Abby que intentó robar el collar de su madre. Ella se despide pero poco después se hace amigo de su padre, Mark Miller, cuando Abby la invita a cenar. Poco después desarrollan un interés romántico pero descubre que ellos son el objetivo por la que la contrataron pero los perdona y se va pero regresa y llega a tiempo para salvarlos de la organización de asesinos ninja llamados La Mano.
Roshi, maestro líder de La Mano, se entera del intento fallido y permite que su hijo Kirigi lidere un nuevo equipo de asesinos para matar a Elektra y regresa con Abby, conocida como "el tesoro", y los lleva con Stick pero la regaña y le dice que los proteja ella misma. Ella los lleva a la casa de campo de McCabe pero es seguida por Kirigi, Typhoid, Stone, Tattoo y Kinkou que huyen a través de una salida subterránea hacia un huerto, sacrificándose McCabe para ganar tiempo.
Kirigi y el resto de los asesinos los persiguen en el huerto donde Elektra mata a Stone, Abby y Mark mata a Kinkou con una de sus dagas que Abby revela su habilidad de artes marciales pero Typhoid le da a Elektra el beso de la muerte y Abby es capturada por Kirigi llegando Stick y sus hombres obligándolos a huir y Stick salva a Elektra.
Stick le dice a Elektra que Abby es el tesoro, un prodigio de las artes marciales que La Mano busca obtener además de enterarse de que ella alguna vez fue un tesoro y que por ello su madre fue asesinada como parte de la guerra entre ambos bandos y también que Stick fue quien la contrató para probarla si es capaz de sentir compasión.
Elektra hace una proyección con Kirigi desafiando a una pelea que regresa a la casa de su infancia donde recuerda el asesinato de su madre dándose cuenta de que el asesino es Kirigi iniciando una pelea donde ella es derrotada pero Abby interviene dándole tiempo para que se recupere y escapen a un laberinto de setos pero Abby es capturada por serpientes enviadas por Tattoo que Elektra encuentra y le rompe el cuello liberando a Abby después enfrenta de nuevo a Kirigi y lo asesina, pero Typhoid asesina a Abby con un potente veneno y Elektra la asesina arrojándole un Sai. Elektra trata de reanimarla pero deja su rabia y revive a Abby con el Kimagure.
Elektra se va a ir despidiéndose de Mark con un beso diciéndole a Abby que viva una vida normal ya que cada una se devolvió la vida esperando que Abby crezca y no sea como ella, Stick aparece diciéndole que Elektra no salió tan mal inclinándose ella para agradecerle y después se inclina desapareciendo. Más tarde Elektra aparece en una empresa de diseño estructural empleada como técnico de CAD.

## Reparto
| Actor                | Personaje              | Doblaje México |
| -------------------- | ---------------------- | -------------- |
| Jennifer Garner      | Elektra Natchios       | Mireya Mendoza |
| Terence Stamp        | Stick                  |                |
| Will Yun Lee         | Kirigi                 |                |
| Goran Višnjić        | Mark Miller            |                |
| Cary-Hiroyuki Tagawa | Roshi                  |                |
| Colin Cunningham     | McCabe                 |                |
| Jason Isaacs         | DeMarco                |                |
| Hiro Kanagawa        | Kinkou                 |                |
| Natassia Malthe      | Typhoid Mary           |                |
| Jana Mitsoula        | Young Elektra's Mother |                |
| Kirsten Prout        | Abby Miller            |                |
| Bob Sapp             | Stone                  |                |
| Chris Ackerman       | Tattoo                 |                |
| Edison T. Ribeiro    | Kinkou                 |                |

## Banda sonora
La banda principal de la película es igual a la de Daredevil, Evanescence, con su canción de Breathe No More, que aparece en el disco Mystary EP.
1. "Never There (She Stabs)" por Strata.
2. "Hey Kids" por Jet.
3. "Everyone is Wrong" por The Donnas.
4. "Sooner or Later" por Switchfoot.
5. "Thousand Mile Wish (Elektra Mix)" por Finger Eleven.
6. "Wonder" por Megan McCauley.
7. "Your Own Disaster" por Taking Back Sunday.
8. "Breathe No More" por Evanescence.
9. "Photograph" por 12 Stones.
10. "Save Me" por Alter Bridge.
11. "Beautiful" por The Dreaming.
12. "Hollow" por Submersed.
13. "Angels With Even Filthier Souls" por Hawthorne Heights.
14. "5 Years" por The Twenty Twos.
15. "In The Light" por Full Blown Rose.

## Recepción
Tras su lanzamiento, Elektra fue un fracaso comercial y crítico, recaudando tan solo $56 millones contra un presupuesto de producción de $43-65 millones. Recibió críticas negativas de los críticos, quienes encontraron el guion y la trama flojos, pero muchos elogiaron la actuación de Garner así como las secuencias de acción.
En la página web Rotten Tomatoes se le da un índice de 10%; con una puntuación de 3.7/10, sobre la base de una suma de 150 comentarios. Concluyendo que "Esta película de cómic es un embrollo inerte que no se toma a sí misma demasiado en serio." En IMDb le da una puntuación de 4.8/10 y en Metacritic le dan un índice de 34/100